# Russell Hayden
Russell « Lucky » Hayden, né le 12 juin 1912 à Chico (Californie), et mort le 9 juin 1981 à Palm Springs, est un acteur américain de cinéma et de télévision. Son nom de naissance est Pate Lucid, fils de Francis J. et Minnie Harvey Lucid. Il prit le nom de Russell Hayden en honneur de son ami Russell Harlan.

## Biographie

### Jeunesse
Hayden travaille derrière le décor dans plusieurs films en tant que preneur de son, découpeur de pellicule ou assistant cadreur, avant de devenir acteur dans la seconde moitié des années 1930. Au début de sa carrière d'acteur, il apparait surtout dans des westerns B et fait plusieurs fois partie du classement des dix cowboys les plus populaires dans les années 1940.
Il interprète Lucky Jenkins, un des trois héros de la série Hopalong Cassidy mettant en vedette William Boyd. Il est ensuite aux côtés de Charles Starrett dans d'autres westerns B. En 1947, il joue à la fois le héros et le méchant dans Trail of the Mounties (en). En 1950, Hayden joue le rôle d'un Marshal dans plusieurs épisodes de la série éphémère The Marshal of Gunsight Pass (en). Durant la saison 1952 – 1953, Hayden fait équipe avec Jackie Coogan, ancien enfant star, dans la série Cowboy G-Men (en) longue de 39 épisodes. À la fin des années 1950, il produit et réalise deux séries western syndiquées : 26 Men (en), avec Tristram Coffin, et Judge Roy Bean (en), avec Edgar Buchanan et Jack Buetel. Hayden apparait aussi dans le rôle de Steve, un Texas Ranger, dans Judge Roy Bean.
Russell Hayden et l'acteur Dick Curtis participèrent au développement de Pioneertown, un décor pour westerns situé près de Palm Springs, qui a été utilisé à maintes reprises au cinéma et à la télévision. Il est enterré au California's Oakwood Memorial Park à Chatsworth.

## Filmographie partielle
- 1941 : Dans le vieux Colorado (en) (In Old Colorado), de Howard Bretherton : Lucky Jenkins
- 1946 : Cœur de gosses (Rolling Home) de William Berke : Révérend David Owens
- 1947 : Seven Were Saved, de William H. Pine : Capitaine Jim Willis
- 1948 : La Descente tragique (Albuquerque), de Ray Enright : Ted Wallace
- 1952-1953 : Cowboy G-Men (en) (Série) :  Pat Gallagher